# Heterusia polymela
Heterusia polymela är en fjärilsart som beskrevs av Druce 1893. Heterusia polymela ingår i släktet Heterusia och familjen mätare. Inga underarter finns listade i Catalogue of Life.